# Јелена Блечић
Јелена Блечић (Београд, 1974) дипломирала је сликарство и завршила мастер у истој области на Факултету сценских и примењених уметности Академије лепих уметности, Универзитета Унион у Београду, у класи професора Гордана Николића. Бави се сликарством, ауторским дизајном, теоријом стваралачког индетитета, примењеном психологијом.
Аутор и учитељ је програма Технологије стваралачке интелигенције и стваралачког индетитета који успешно преноси кроз семинаре и  вођене радионице. Оснивач и уметнички је директор дизајн пројекта Fun Fan.
Kао визуелни уметник, Јелена Блечић активно ствара више од две деценије, за собом има преко 20 самосталних изложби и велики број реализованих кампања и пројеката. Последње изложбе реализовала је у Француској, Хрватској, Црној Гори, Словенији, Данској,  излагала је и у Мексику.
Радила је пројекте, кампање и модне ревије у сарадњи са великим брендовима и компанијама осим Mercedes, Premiata, Cortefiel, Epson, British American Tobaco, Microsoft, радила је и за Avon, PharmaSwiss, Lagunu, Adria mediu, као и креативне кампање са магазинима Casa viva, Cosmopolitan, Grazia, Elle.
Члан је УЛУС-а са статусом Самосталног уметника. Живи и ствара у Београду.

## Биографија
Рођена је 1974. године у Београду. Дипломирала сликарство и завршила мастер у истој области на Факултету сценских и примењених уметности Академије лепих уметности, Универзитета Унион, Београд у класи професора Гордана Николића. Своје студије започела је на Факултету примењених уметности и дизајна, Универзитета уметности у Београду, где је завршила прве две године на одсеку Графике, смер илустрација и опрема књиге.

### Академска ангажованост
- 2015 — 2016. Академија лепих уметности, Универзитета Унион, Београд, гостујући професор на предмету цртање и сликање
- 2017 — 2019. Факултет савремених уметности Београд, доцент на предмету цртање и сликање[2]
- 2016 — 2019. Факултет савремених уметности Београд, помоћник декана за маркетинг

## Стипендије
Јелена је 2003. године добила стипендију државе Мексико у оквиру које је боравила непуних годину дана на студијском уметничком боравку. У овом периоду њен ментор био је уметник Јан Хендриx. Током трајања уметничког боравка учествовала је у програму гостујућег уметника Националне школе Есмералда имала је и имала самосталну изложбу у главном граду државе Мексико.

## Самосталне изложбе
- 1997. Београд, НУБС
- 1998. Београд, Галерија Kултурни центар Београд
- 1999. Београд, Студентски Kултурни центар
- 2000. Kрагујевац, Народни Музеј Kрагујевац, Мали ликовни салон
- 2001. Нови Сад, Брод, Цепелин
- 2002. Београд, Југословенска галерија уметничких дела
- 2006. Београд, Центар за савремену уметност Стратегије Арт[3]
- 2007. Београд, УЛУС у сарадњи са Мерцедесом
- 2007. Нови Сад, Галерија Војвођанске банке у сарадњи са Мерцедесом
- 2008. Београд, Земун, Изложба сериграфија у оквиру Фестивала монодраме и пантомиме
- 2010. Београд, Галерија Озон
- 2018. Београд, Београдски сајам, GRAFIMA, изложба ауторског дизајна у сарадњи са компанијом Епсон.[4]

## Међународне самосталне изложбе
- 2000. Црна гора, Подгорица, Центар савремене умјетности
- 2003. Меxико, Галерија MINOCHE, Мексико Сити
- 2010. Француска, Стразбур, Изложба у Савету Европе[5]
- 2011. Данска, Kултурни центар
- 2011. Словенија, Љубљана, Arcadia центар
- 2011. Словенија, Љубљана, Сајам дизајна
- 2012. Црна Гора, Порто Монтенегро, Галерија Пизана[6]
- 2017. Хрватска, Шибеник, Музеј града Шибеника
- 2018. Француска, Стразбур, изложба у Савету Европе, галерија

## Колективне изложбе
- 1996. Земун, Галерија Стара капетанија, Земунски октобарски салон
- 1996. Београд, НУБС - Цртеж Београда
- 1997. Земун, Галерија Стара капетанија - Мајска изложба
- 1997. Земун, Галерија Стара капетанија – Земунски октобарски салон
- 1998. Земун, Галерија Стара капетанија - Мајска изложба
- 1998. Београд, Музеј 25. Мај - Октобарски салон
- 1998. Земун, Галерија Стара капетанија - Земунски октобарски салон
- 1999. Београд, Галерија 12 Плус -изложба РАТАРТ
- 1999. Земун, Галерија Стара капетанија - Мајска изложба
- 1999. Земун, Галерија Стара капетанија – Земунски октобарски салон
- 2000. Јагодина, Завичајни музеј - Међународна изложба ликовног стваралаштва
- 2001. Београд, УП Цвијета Зузорић - Јесењи салон
- 2001. Земун, Галерија Стара капетанија - Јесењи салон
- 2001. Београд, УП Цвијета Зузорић - Изложба новопримљених чланова
- 2001. Београд, УП Цвијета Зузорић - Изложба Пролећни салон
- 2001. Земун, галерија Стара капетанија - Пролећна изложба
- 2001. Смедерево, Народни музеј -Сартидова изложба
- 2002. Земун, Галерија Стара капетанија - Земунски октобарски салон
- 2016. Београд, ЦИГЛАНА -Алтернативни Октобарски салон
- 2017. Београд, УП Цвијета Зузорић - Изложба професора и студената АЛУМ
- 2017.Београд, УП Цвијета Зузорић - изложба - Салон у октобру
- 2018. Београд, Галерија X витамин, изложба студената и професора
- 2018. Горњи Милановац, Међународни бијенале уметности минијатуре
- 2019. Београд, Геларија Прогрес, Изложба поводом аукције савремене уметности у организацији галерије X витамин и Штаб
- 2019. Београд, УП Цвијета Зузорић, Јесења изложба
- 2020. Загреб, 55 Салон Загребачки салон УЛУПУХ

## Кампање и пројекти, жирирања (избор)
- 2001. Београд, Суперстар агенција, израда маскоте и визуелног индетитета за манифестацију Рекламождери
- 2006. Београд, маркетиншка агенција Идеа Плус, Тиквеш вина за младе
- 2007. Београд, АВОН Регионална кампања за парфем Love in bloom
- 2007. Београд, АВОН модна ревија
- 2007. Мерцедес-Бенз кампања за аутомобил А-класа
- 2008. , интерна кампања
- 2008. Београд, члан жирија за избор најбоље Пјер карикатуру у организацији Вечерњих Новости, најмлађи члан жирија до тад и прва жена
- 2008  Kлик, модна агенција, по позиву, аутор поставке изложбе модних детаља.
- 2008. Еуросонг у Србији, израда сериграфија ауторских слика у лимитираним серијама намањених најважнијим званицама и гостима Еуросонга
- 2008. Београд, модна ревија Јелене Блечић на Сајму луксуза
- 2009. Београд, Магазина Casa Viva, дизајн Јелена Блечић за 2010. годину, поклон инсерти за Магазин, украсна конзерва, сат, јастук
- 2011. Београд, РТС, конкурс за најлепше дечије цртеже у организацији серијала „На слово на слово”, члан жирија
- 2011. Београд, члан жирија Опел, избор најбољег дизајна
- 2012. Црна Гора, модна ревија Јелене Блечић у комплексу Dukley gardens Zavala, Будва, организатор
- 2013. Србија/Италија, Дизајн и реализација обуће Јелена Блечић, Kолаборација са компанијом
- 2013. Шпанија, Мадрид, заштитно лице, Јелена Блечић, изабрана за једно од заштитних лице глобалне кампање у 48 земаља за шпански брeнд Cortefiel по њиховом позиву. Kампања је имала као основну платформу инспирација у успешним реализованим људима различитих професија који су сами себи поплочали њихов професионални и животни пут
- 2014. Београд, Народно позориште Београд, члан жирија за лице године
- 2014. Беогард, члан жирија по позиву Соко Штарка за избор најлепших дечијих цртежа
- 2015. Београд, гост уметник-излагач магазина Elle магазина, поводом 10. рођендана
- 2015, 2016, 2017, 2018. члан жирија за избор годишњег излагачког програма галерије Стамбол капија
- 2017. Београд, предавање о Емотивној интелигенцији у организацији магазина Сенса, прес центар
- 2017. Београд, Предавање основног нивоа семинара о Стваралачкој интелигенцији и стваралачком индетитету
- 2018. Београд, Предавање и одабрана тематска радионица у оквирима Технологије стваралачке интелигенције
- 2018. Београд, у оквиру сајма штампе GRAFIMA, кампања на позив и у сарадњи са компанијом Епсон: Изложба ауторског дизајна[7]
- 2018. Београд, дизајн визуелног индетитета кампање за литерарни конкурс под називом „Шармирај нову годину” у организацији издавачке куће Лагуна и Алкател компаније, Члан жирија литерарног конкурса. Мотивациона предавања за ученике средњих уметничких школа из Београда и Србије.[8]

## Ликовне колоније
- 1998. Србија, Kопаоник, Ликовна колонија, организатор СKЦ
- 1998. Србија, Тара, Ликовна колонија, организатор ЕПС
- 1999. Мађарска, Сент Андреа, Ликовна колонија „Сент Андреа”, организатор Галерија Перо из Београда
- 2001. Србија, Нови Пазар, Ликовна колонија „Сопоћанска Виђења”
- 2001. Црна Гора, Милочер, Ликовна колонија „Милочер”, галерија Гајо
- 2017. Србија, Осечина, Међународна ликовна колонија

## Награде, откупи, аукције

### Награде
- 1998. Београд, 43. Сајам књига, Признање за ликовно-графичку опрему књиге „Горња Јабланица”, аутора Др. Милорада Васовића
- 2001. Пожаревац, 8. Бијенале Милене Павловић Барили, Награда Града Пожаревца за слику „Помрачење”
- 2002. Земун, Галерија Стара Капетанија, Земунски октобарски салон, за слику „Срце моје и твоје”
- 2006. Београд, Награда УЕПС-а, Дизајн Јелене Блечић за Агенцију Идеа Плус, специјална награда за дизајн амбалаже нових производа, Тиквеш - вина за младе
- 2006. Београд, Награда магазина Космополитен за жену године
- 2018. Горњи Милановац, Међународни бијенале уметности минијатуре, Прва награда за примењену уметност за скулптуру „Блискост”.

### Откупи
- 2003. Министарство културе Србије, слика и објекат
- 2006.  Авон, Београд - слика за кампању
- 2006.  Мерцедес-Бенз, Београд - слика
- 2006.  Агенција Идеа Плус – слика
- 2007.  МТС-Мондо, Београд - слика
- 2008.  РТС, Еуросонг, Београд, Откуп лимитиране серија сериграфија одабраних радова Јелене Блечић намењених за поклон учесницима Еуросонга у Београду и најважнијим званицама
- 2011.  Kултурни центар Gjethuset, Данска – скулптура
- 2018. Горњи Милановац, Међународни бијенале уметности минијатуре, откуп првонаграђене скулптуре „Блискост”

### Аукције
- 2000. Београд, Хуманитарна аукција ускршњих јаја, организатор Галерија Перо Београд
- 2000. Београд, Хуманитарна аукција, организатор Радио Београд – ПРОГРАМ 202
- 2001. Београд, Балснова, хотел „ХАЈАТ”, у организацији амбасаде САД-а,
- 2008. Београд, Аукција фонда за борбу против рака дојке
- 2009. Београд, Kоларчева задужбина, прилог за Kосово, Хуманитарни концерт „Kоло пријатељства”
- 2009. Београд, Делта сити, на позив магазина Casa Viva, осликавање столица,
- 2011. Београд, Аукција компаније ИМЛЕK, прилог за безбедност деце Хуманитарној аукцији продаје осликаних фигура крава, овом акцијом помоћ је приспела Дому за незбринуту децу „Дринка Павловић”, Дому за незбринуту децу „Јован Јовановић Змај”, Дому за децу „Моше Пијаде” у Звечанској, Дому за децу „Драгутин Филиповић Јуса”, Центру за заштиту одојчади, деце и омладине, НУРДОР-у и Манастиру Свете Петке у Параћину.
- 2018. Београд, Аукција савремене уметности у организацији галерије Штаб и X витамин, галерија Прогрес
- 2021. Београд, Магазин „Diplomacy&Commerce” у сарадњи са Хрватским пословним клубом у Београду, амбасадором Хрватске у Србији Хидајетом Бишчевићем, покренуо је хуманитарну акцију под називом „Уметници из Србије за Глину, Петрињу и Сисак – сликари и фотографи за становништво погођено земљотресом у Хрватској”.[9]

## Ауторски текстови и рецензије
- Дејан Ђорић: БОРДУРА ИСТОРИЈЕ ИЛИ ПУТ ОКО СЛИКЕ ЗА НЕКОЛИКО СВЕТОВА, Каталог изложбе „Калеидоскоп”, Галерија Културног центра Београд, 1998.
- Слободан Новаковић: МАЛЕ СТВАРИ, Изложба „Калеидоскоп”, Галерија Културног центра Београд, Вечерње новости, 1998.
- Љиљана Ћинкул: ПРИКАЗ ИЗЛОЖБЕ, Изложба „Калеидоскоп”, Галерија Културног центра Београд, Трећи програм Радио Београда, 1998.
- Љубица Јелисавац: СВЕТ ИСПУЊЕН ШАРЕНИЛОМ, Изложба „Калеидоскоп”, Галерија Културног центра Београд, дневни лист Блиц, 1998.
- Љубица Јелисавац: СВЕТ ИСПУЊЕН ШАРЕНИЛОМ, Изложба „Калеидоскоп”, Галерија Културног центра Београд, часопис „Ликовни живот”, 1998.
- Балша Рајчевић: текст поводом Изложбе „Калеидоскоп”, Галерија Културног центра Београд, часопис „Ликовни живот”, 1998.
- Гордана Васиљевић: СМЕЛА УРБАНА ИКОНОГРАФИЈА, дневне новине „Наша борба”, Београд, 1998.
- Коста Бунушевац: текст за каталог, Изложба „Калеидоскоп”, Галерија Културног центра Београд, 1998.
- Данијела Пурешевић: ШИРОМ ОТВОРЕНИХ ОЧИЈУ, Изложба „Калеидоскоп”, Галерија Културног центра Београд, 1998.
- Срето Бошњак: ЕРОТСКИ КАЛЕИДОСКОП, Текст-рецензија поводом отварања изложбе „Калеидоскоп”, Галерија Студентског културног центра Београд, 1999.
- Јован Деспотовић: ЕРОТСКИ КАЛЕИДОСКОП, каталог изложбе, Галерија Студентског културног центра Београд, 1999.
- Дејан Ђорић: ЕРОТСКИ КАЛЕИДОСКОП, Галерија Студентског културног центра Београд, 1999.
- Дејан Ђорић: МРАК УЗМИЧЕ АЛ' СУНЦЕ НЕМА СНАГЕ, студија, „Свеске”, часопис за књижевност, уметност и културу, Панчево, број 51-52, март 2000.
- Наташа Никчевић: КАЛЕИДОСКОПИ ЈЕЛЕНЕ БЛЕЧИЋ, Изложба у Галерији Центар у Подгорици, Дневни лист „Побједа”, Подгорица, јун, 2000.
- Перо Зубац: СЛИКАРСКА ЧАРОЛИЈА ЈЕЛЕНЕ БЛЕЧИЋ, каталог, Изложба у Броду Цепелин, Нови Сад, 2000.
- Перо Зубац: УМЕЋЕ ПОСТВАРЕЊА СНА, текст за емисију „Детињства” ТВ Нови Сад, 2001.
- Дејан Ђорић: О ЈЕЛЕНИ КОЈУ САЊУ ЊЕНЕ СЛИКЕ ИЗЛОЖБА, текст за каталог, Изложба „О Јелени сању њене слике”, Југословенска галерија уметничких дела, Београд, 2002.
- Душан Ковачевић: ОСМЕХ НА ПРВИ ПОГЛЕД, текст за каталог, Изложба „Купите калеидоскоп”, Галерија Стратегије Арт, Београд, 2006.
- Дејан Ђорић: Без наслова, текст за каталог, Изложба „Купите калеидоскоп”, Галерија Стратегије Арт, Београд, 2006.
- Маја Станковић: КУПИТЕ КАЛЕИДОСКОП, текст за каталог, Изложба „Купите калеидоскоп”, Галерија Стратегије Арт, Београд, 2006.
- Славко Тимотијевић: ЖИВОТ УНУТАР УМЕТНОСТИ ИЛИ УНУТАР ЖИВОТА, текст за каталог, Изложба „Следи своју звезду”, Галерија УЛУС, Београд и Војвођанска банка Нови Сад, 2007.
- Др Зорица Томић: ИНФУЗИЈА РАДОСТИ, Каталог, Изложба „Инфузија радости”, Стразбур, Галерија Савета Европе, Француска, 2010.
- : КАДА ТИ ЖИВОТ КАО ПОКЛОН ОКАЧИ ДУГУ НА ЛЕЂА, текст за каталог, Изложба „Када ти живот као поклон окачи дугу на леђа”, Mузеј града Шибеника, Хрватска, 2017.

## Галерија слика (избор)
- Двоје, комбинована техника, 130x115cm, 2001.
- Море, комбинована техника, 2004.
- Јупиии!, комбинована техника, 140x120cm, 20005.
- И тако пловећи стигох где сам хтео, комбинована техника, 140х120cm, 2006.
- Једна мала девојчица пуна је великих жеља, комбинована техника, 120x50cm, 2006.
- Лептирићи, комбинована техника, 2006.
- Пут путујем, комбинована техника, 2008.
- Акробата, комбинована техника, 2009.
- Кружење љубави у природи, комбинована техника, 2010.